# AR-10
El AR-10 es un fusil de combate desarrollado por Eugene Stoner a finales de la década de 1950 en la división ArmaLite de la compañía Fairchild Engine and Airplane Corp. El fusil poseía algunas características innovadoras al momento de su introducción en servicio (1956): un potente cartucho (7,62 x 51 OTAN), unos 450 gramos más ligero que otros fusiles de infantería, relativamente más sencillo de controlar al disparar en modo automático (aunque aún seguía presentando un retroceso marcado), más preciso en modo semiautomático y mucha mejor maniobrabilidad que ninguna otra arma de la época. Estas cualidades serían desarrolladas posteriormente en el M16 del Ejército de los Estados Unidos. Sólo Sudán y Portugal aparentemente compraron algunos fusiles AR-10 para sus militares. Durante su periodo de producción, que cesó a mediados de la década de 1960, el AR-10 fue fabricado en un número de unidades relativamente pequeño, con no más de 10 000 unidades ensambladas.

## Desarrollo

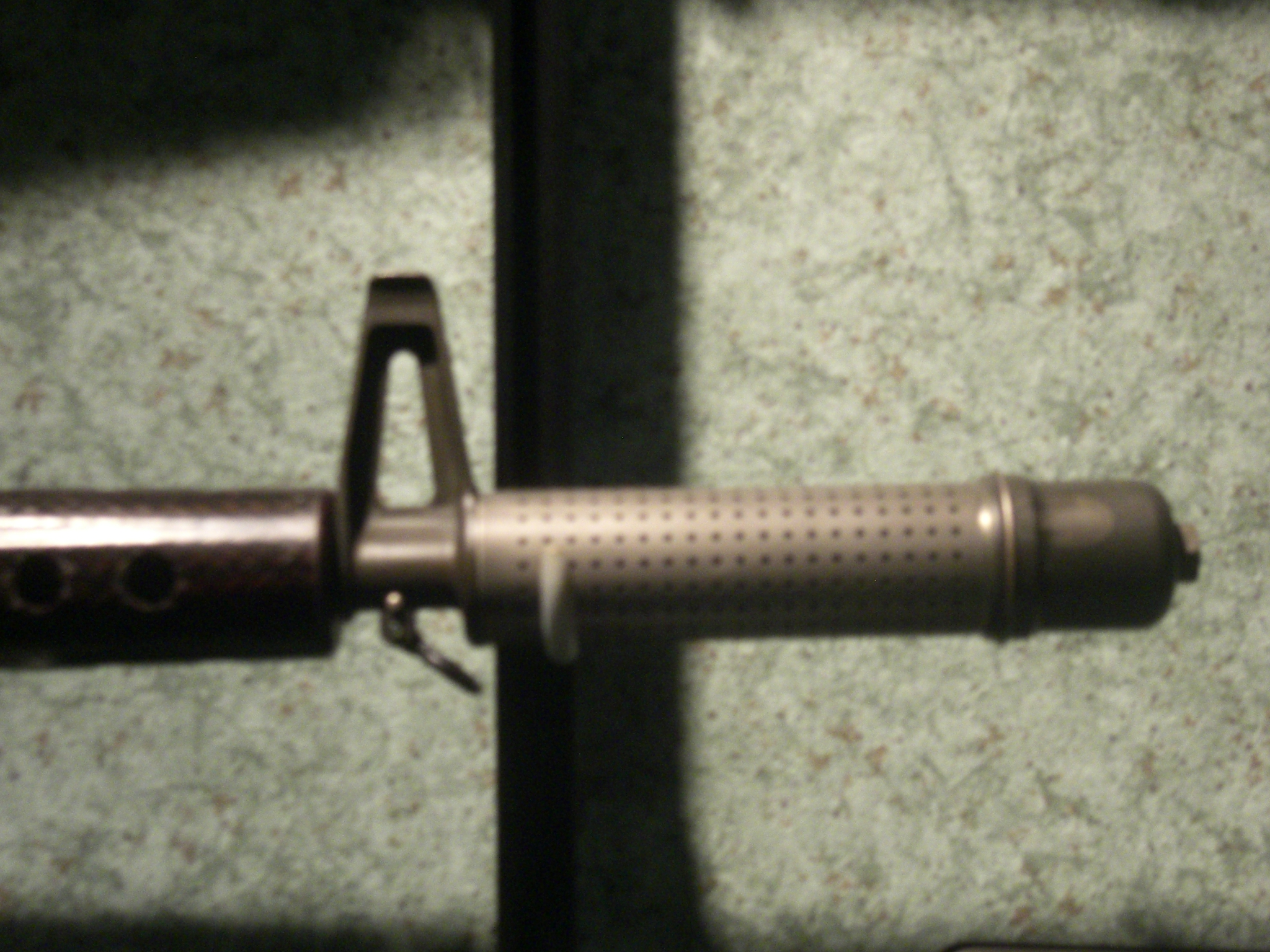
Detalle la bocacha apagallamas del AR-10.

La división ArmaLite fue creada en 1954 con el objetivo de brindar nuevos materiales y diseños a la industria armamentística. Poco más tarde, en ese mismo año, se unió al equipo Eugene Stoner, un talentoso ingeniero en diseño de armas. ArmaLite era una pequeña organización, contando únicamente con nueve empleados incluyendo a Eugene. Con Stoner como director en jefe, ArmaLite rápidamente desarrolló y presentó numerosos diseños de fusiles. El primer prototipo del AR-10 surgió durante 1955 e inicios de 1956, coincidiendo con que el Ejército de los Estados Unidos se encontraba realizando pruebas a diversos fusiles, con el objetivo de reemplazar al obsoleto M1 Garand, sin embargo, al no cumplir con todas las expectativas, fue superado por el fusil M14, el cual se convertiría en el fusil oficial de la infantería.

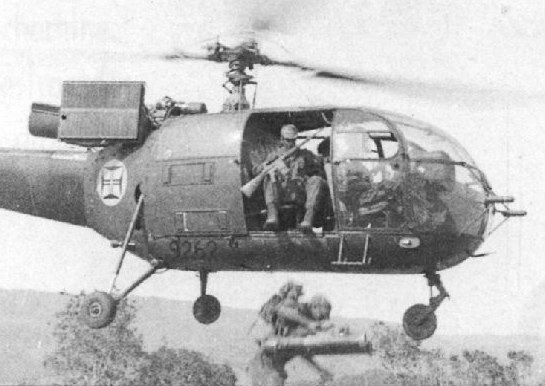
Paracaidistas portugueses con fusiles de asalto AR-10 durante la Guerra de Angola, década de 1960.

## Legado del fusil AR-10
Este fusil ha sido el predecesor de los fusiles de asalto M16 y M4, como también del fusil de tirador designado SR-25, todos éstos empleados actualmente por el Ejército estadounidense.